# 아비앙카 브라질
아비앙카 브라질(포르투갈어: OceanAir Linhas Aéreas S.A. – Avianca Brasil)는 브라질의 항공사로 총 24개 노선을 취항하고 있다. 본사는 브라질 리우데자네이루에 있다.
1998년에 오션 에어(영어: Oceanair, 포르투갈어: Oceanair Linhas Aéreas S/A)로 설립했다. 또한 사용하고 있는 허브 공항으로 리우데자네이루 산투스 두몬트 공항, 상파울루 구아룰류스 국제공항이 있다.

## 보유 기종
- 2012년 4월 기준으로 아비앙카 브라질은 다음과 같은 기종을 보유하고 있으며 현재 보유하는 기종은 아비앙카 항공에서 운항하고 있다.[2][3][4]

## 사진

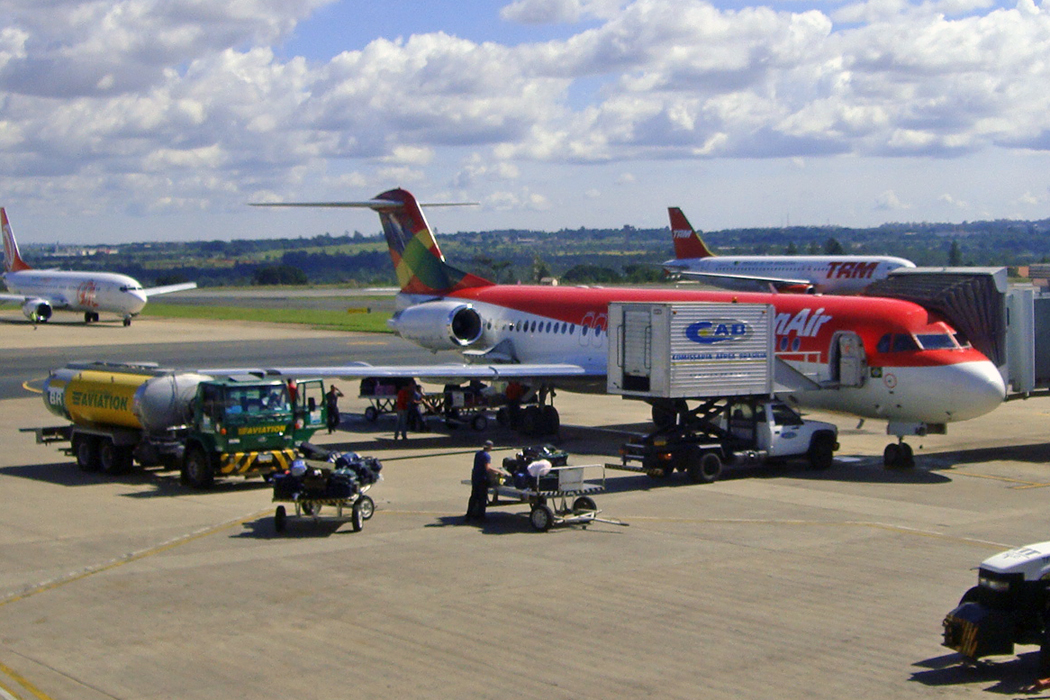
아비앙카 브라질의 포커 100
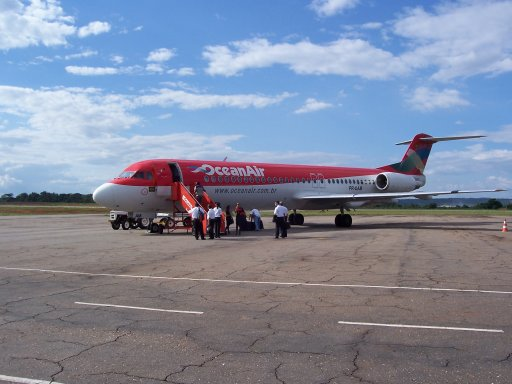
아비앙카 브라질의 포커 100
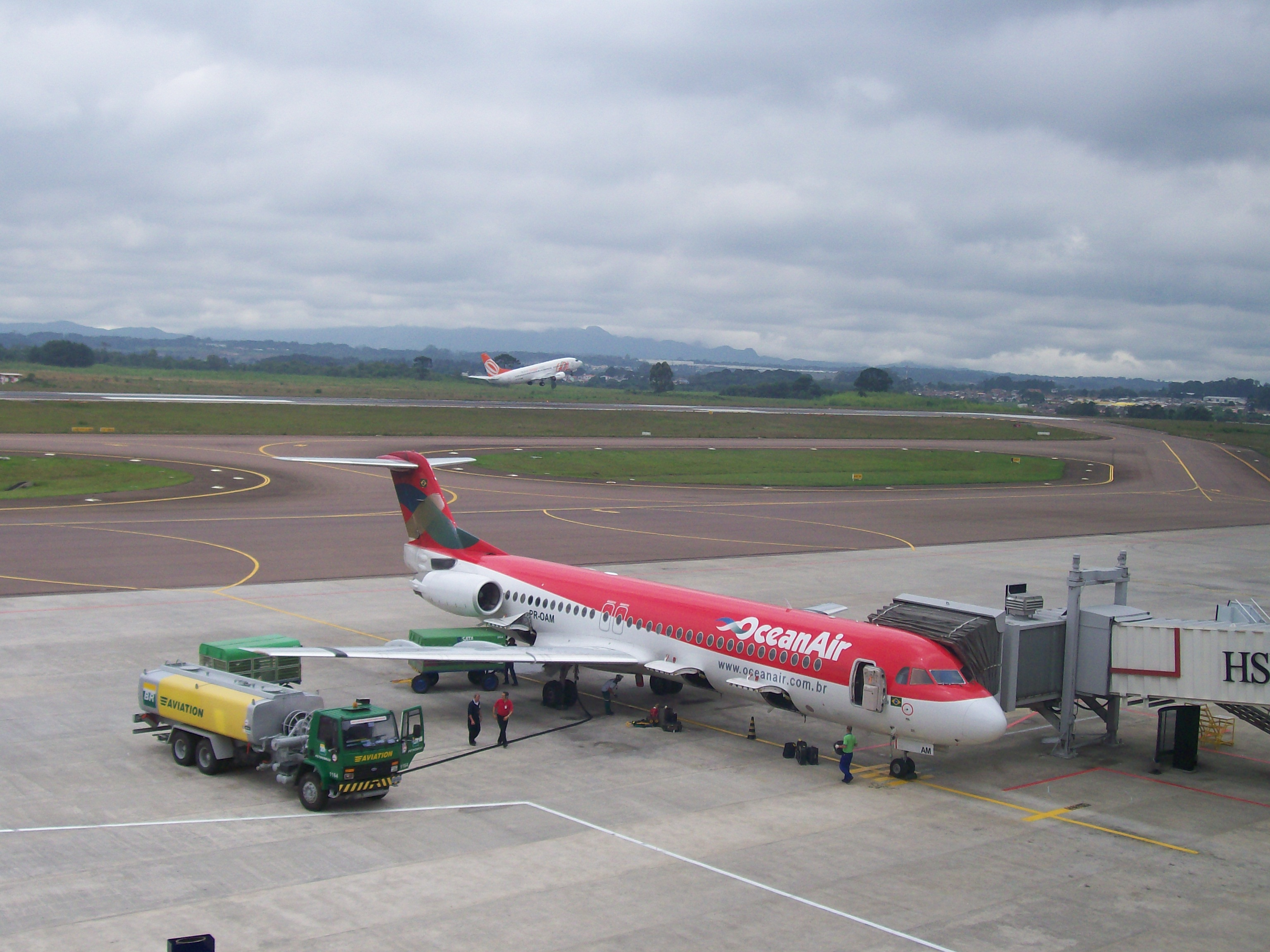
아비앙카 브라질의 포커 100